# Milla Sagrada Família

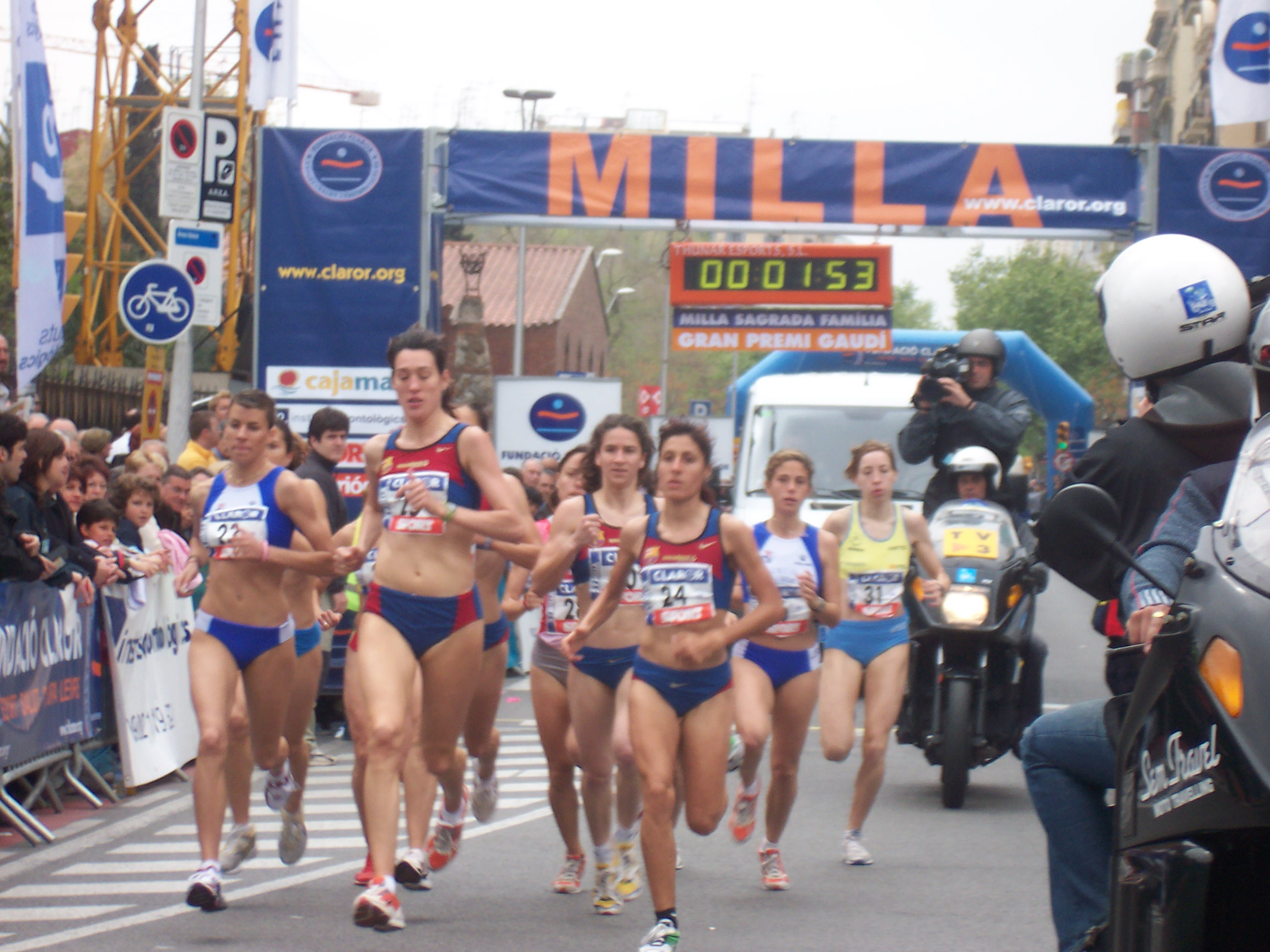
La Milla Sagrada Família tiene lugar en un circuito urbano alrededor del Templo de la Sagrada Familia.

La Milla Sagrada Família es una carrera atlética de 1.609 metros que se celebra cada año, desde 1985, alrededor del Templo Expiatorio de la Sagrada Família de Barcelona. Desde el año 2007 la prueba recibe la consideración de Trofeo Internacional Ciudad de Barcelona.
Está organizada por la Fundació Claror, con el respaldo del Ayuntamiento de Barcelona y la Federación Catalana de Atletismo.
La Milla tiene lugar cada año el domingo más próximo a la festividad de San Jorge, alrededor del 23 de abril, y está enmarcada en la fiesta mayor del barrio de la Sagrada Família. Durante la matinal se celebran catorce series populares de diferentes categorías, desde benjamines a veteranos, de participación gratuita. Las series populares cuentan con una participación de entre 1.800 y 2.000 atletas.
La Milla se realiza en un circuito alrededor del Templo de la Sagrada Família, la plaza Sagrada Família y la plaza Gaudí.

## Gran Premio Gaudí
Desde el año 2002 se celebran también dos carreras profesionales, femenina y masculina, exclusivas para atletas de élite, en la que participan, por invitación de la organización, una representación de los mejores mediofondistas del atletismo español e internacional. Estas carreras, denominadas Gran Premio Gaudí, tienen la consideración de Trofeo Internacional Ciudad de Barcelona desde el año 2007.
En los últimos años han participado atletas como William Tanuy, Rui Silva, Juan Carlos Higuero, Juan de Dios Jurado, José Antonio Redolat, Arturo Casado, Juan Carlos De la Ossa, o los hermanos Esteso en categoría masculina. En categoría femenina han participado atletas como Marta Domínguez, Edith Massai, Natalia Rodríguez, Rosa Morató o las hermanas Fuentes-Pila.

### Historial de la Milla Gran Premio Gaudí
| Edición | Año  | Vencedor masculino  | Tiempo | Vencedora femenina | Tiempo |
| ------- | ---- | ------------------- | ------ | ------------------ | ------ |
| I       | 2002 | Pedro Esteso        | 4'04   | Natalia Rodríguez  | 4'41   |
| II      | 2003 | Juan Carlos Higuero | 4'16   | Edith Massai       | 4'52   |
| III     | 2004 | Juan Carlos Higuero | 4'13   | Edith Massai       | 5'09   |
| IV      | 2005 | Juan Carlos Higuero | 4'13   | Rosa Morató        | 4'54   |
| V       | 2006 | Juan de Dios Jurado | 4'13   | Rosa Morató        | 4'51   |
| VI      | 2007 | Cosimo Caliandro    | 4'13   | Mefkarem Asefa     | 4'47   |
| VII     | 2008 | Juan Carlos Higuero | 4'15   | Dolores Checa      | 4'50   |
| VIII    | 2009 | Belal Mansor        | 4'04   | Natalia Rodríguez  | 4'50   |
| IX      | 2010 | Juan Carlos Higuero | 4’13   | Natalia Rodríguez  | 4'45   |
| X       | 2011 | Manuel Olmedo       | 4’11   | Dolores Checa      | 4'46   |
| XI      | 2012 | Manuel Olmedo       | 4'17   | Solange Pereira    | 4'52   |